# Mīlgrāvis
Mīlgrāvis es un barrio de la ciudad de Riga, Letonia.

## Superficie
Posee una superficie de 3,225 kilómetros cuadrados (322,5 hectáreas).

## Población
Hasta 2021 presentaba una población de 3777 habitantes, con una densidad de población de 1171,1 habitantes por kilómetro cuadrado.

## Transporte

### Rutas
- Autobús: 2, 11, 24, 58.[1]
- Autobús expreso: 300.[1]